# L'Amiral (film)
Pour les articles homonymes, voir Amiral (homonymie).
Pour plus de détails, voir Fiche technique et Distribution.
L'Amiral (en russe : Адмиралъ, Admiral) est un film historique russe de 2008 d'Andreï Kravtchouk. Il raconte l'histoire d'Alexandre Vassilievitch Koltchak, amiral devenu l'un des chefs des Armées blanches pendant la guerre civile en Russie. En 1919, il fut nommé Gouverneur suprême de la Russie sur un vaste territoire comprenant l'Oural, la Sibérie et l'Extrême-Orient russe.
Le film a pour toile de fond l'effondrement de l'Empire russe, deux révolutions (Février et Octobre), ainsi que la guerre civile russe.

## Synopsis
Alexandre Vassilievitch Koltchak a une carrière brillante dans la Marine russe et une vie de famille accomplie. Mais un jour il rencontre Anna Timireva, la femme de l'un de ses amis officier de marine : elle deviendra le grand amour de sa vie. Malgré la guerre et le destin qui les séparent, leur amour perdurera au-delà de la mort.

## Distribution

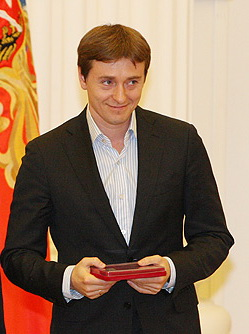
Sergueï Bezroukov recevant une décoration au Kremlin (octobre 2008).

- Constantin Khabenski : Amiral Alexandre Koltchak
- Sergueï Bezroukov : général Vladimir Kappel
- Elizaveta Boïarskaïa (VF : Laurence Bréheret) : Anna Timireva
- Anna Kovaltchouk : Sofia Koltchak
- Egor Beroïev : Mikhail Smirnov
- Richard Bohringer : général Maurice Janin
- Viktor Verjbitski : Kerenski
- Nikolaï Bourliaïev : Nicolas II
- Fiodor Bondartchouk : Directeur de film Sergueï Bondartchouk (Scène du film « Guerre et Paix »)
- Aleksandr Lazarev : général-major Dmitri Lebedev
- Ada Rogovtseva : Anna Timireva dans ses vieux jours
- Barbara Brylska : Rosa Karlovna
- Viktor Rakov : Popov
- Anna Tsoukanova-Kott

## Genèse du film
Andreï Kravtchouk et le ministre de la Culture russe ont voulu faire un film de qualité avec des moyens financiers énormes pour concurrencer les productions américaines. Zoïa Koudria, l'auteur du scénario, déclare à Amediafilm.com : « Si les Américains avaient une telle page de leur histoire, ils en auraient déjà fait 18 films ».
Le film, parmi les plus ambitieux du cinéma russe moderne, a coûté 20 millions de dollars.
Selon The Hollywood Reporter, Fox International-Russie qui distribue L'Amiral, en 10 jours le film a fait 12,8 millions de dollars sur les 1 088 écrans russes et ukrainiens. 
Ce film fait suite à 1612 produit par l'auteur du film Le Barbier de Sibérie, Nikita Mikhalkov et L'Île de Pavel Lounguine, présenté en clôture du Festival de Venise.

## Tournage

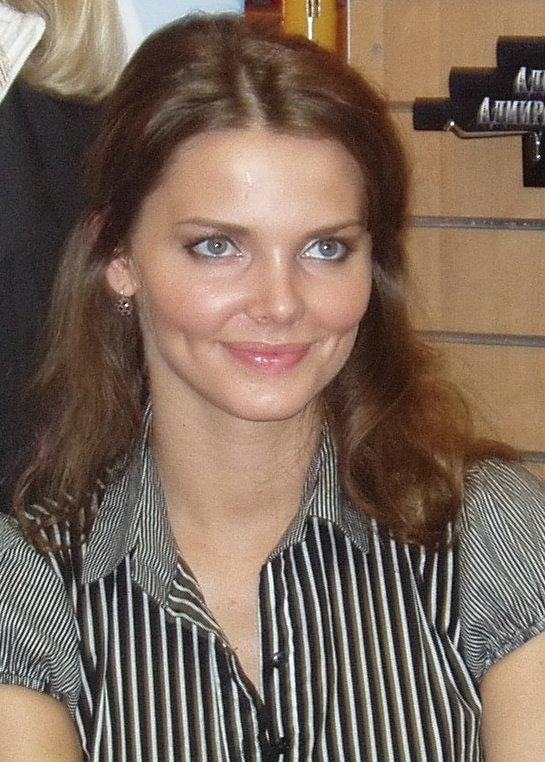
Elizaveta Boïarskaïa est Anna Timireva dans le film L'Amiral.

- Le tournage du film a duré plus de deux ans et s'est déroulé notamment à Moscou, Saint-Pétersbourg, Sébastopol, Torjok et Irkoutsk.
- Le contre-torpilleur Le tireur sibérien (Сибирский стрелок) a été reconstruit.
- Un mois de tournage a été nécessaire pour une scène de bataille, qui à l'écran dure 12 minutes.
- Certaines scènes ont été tournées sur le croiseur Aurore, navire musée à Saint-Pétersbourg.
- Le film a été tourné pendant 210 jours, la réalisation des décors a pris 4 ans.
- À la première à Moscou, devant le cinéma Pouchkine, une copie géante de la proue du navire a été mise en place.

- Anna, principale chanson originale du film, composée par Igor Matvienko sur un poème écrit par Anna Timireva en mémoire de l'amiral, interprétée par la chanteuse russe Victoria Daïneko.

## Récompenses
- Meilleur rôle masculin pour Constantin Khabenski, Prix de l'Aigle d'or à Moscou en 2009[1]
- Meilleure image pour Alekseï Rodionov et Igor Griniakine, Prix de l'Aigle d'or à Moscou en 2009[1]